# 安徽科学技术出版社
安徽科学技术出版社，成立于1979年1月，是安徽出版集团、时代出版传媒股份有限公司旗下的专业科技图书出版机构，以出版自然科学和青少年科普图书为主。

## 知名出版物
《新概念英语》